# 조 사이먼

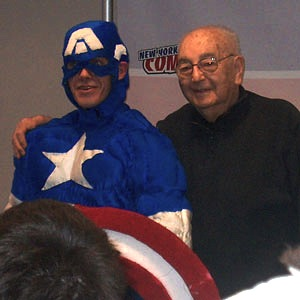
조 사이먼

조 사이먼(Joe Simon, 1913년 10월 11일 ~ 2011년 12월 14일)은 미국의 만화가, 아티스트, 에디터, 퍼블리셔이다. 1930년대부터 40년대에 걸친 아메리칸 코믹스의 황금 시대에 많은 캐릭터를 창조하고 이후 마블 코믹스의 전신인 타이믈리 코믹스의 초대 편집자를 지냈다. 파트너 아티스트인 잭 커비와 함께 오늘 활약하는 슈퍼 히어로의 한 사람인 캡틴 아메리카를 만들었다.